# 4903 Ichikawa
4903 Ichikawa este un asteroid din centura principală, descoperit pe 20 octombrie 1989 de Yoshikane Mizuno și Toshimasa Furuta.